# ديفيد بيل (لاعب هوكي الحقل)
ديفيد بيل (بالإنجليزية: David Bell)‏ هو لاعب هوكي الحقل أسترالي، ولد في 11 مارس 1955 في ملبورن في أستراليا.

## وصلات خارجية
- ديفيد بيل على موقع اللجنة الأولمبية الدولية (الإنجليزية)
- ديفيد بيل على موقع أوليمبيديا (الإنجليزية)
- ديفيد بيل على موقع اللجنة الأولمبية الأسترالية (الإنجليزية)
- ديفيد بيل على موقع قاعة أستراليا للمشاهير الرياضية (الإنجليزية)